# Rouziers
Rouziers – miejscowość i gmina we Francji, w regionie Owernia-Rodan-Alpy, w departamencie Cantal.
Według danych na rok 1990 gminę zamieszkiwało 119 osób, a gęstość zaludnienia wynosiła 14 osób/km² (wśród 1310 gmin Owernii Rouziers plasuje się na 725. miejscu pod względem liczby ludności, natomiast pod względem powierzchni na miejscu 867.).